# Ulsterska unionistička stranka
Ulsterska unionistička stranka (eng. Ulster Unionist Party, UUP) je umjerenija od dvije glavne unionističke stranke u Sjevernoj Irskoj. Trenutko veća i radikalnija je Demokratska unionistička stranka. Ulsterska unionistička stranka je suvereno vladala Sjevernom Irskom od njezina osnivanja i prvih izbora 1921. godine kao jedina unionistička stranka sve do 1972. godine. Kasnih šesdesetih dolazi do raskola među unionistima te se osnivaju radikalnije stranke koje odvlače glasove od Ulsterskih unionista koji ipak ostaju najveća sjevernoirska stranka.
UUP gubi položaj najveće unionističke stranke kasnih devedesetih jer radikalnije protestantske unioniste privlači Demokratska unionistička stranka predvođena prezbiterijanskim propovjednikom Ianom Paisleyem. Na svim izborima od 1999. godine Ulsterski unionisti gube glasove u korist Demokratskih unionista. Stranka je 2008. godine najavila da će bliže surađivati s britanskom Konzervativnom strankom zbog loše podrške konzervativcima izvan Engleske. Ulsterski unionisti će biti zastupljeni u budućim konzervativnim vladama, a u britanskom parlamentu će glasati zajedno s konzervativcima.